# ثقب الباب

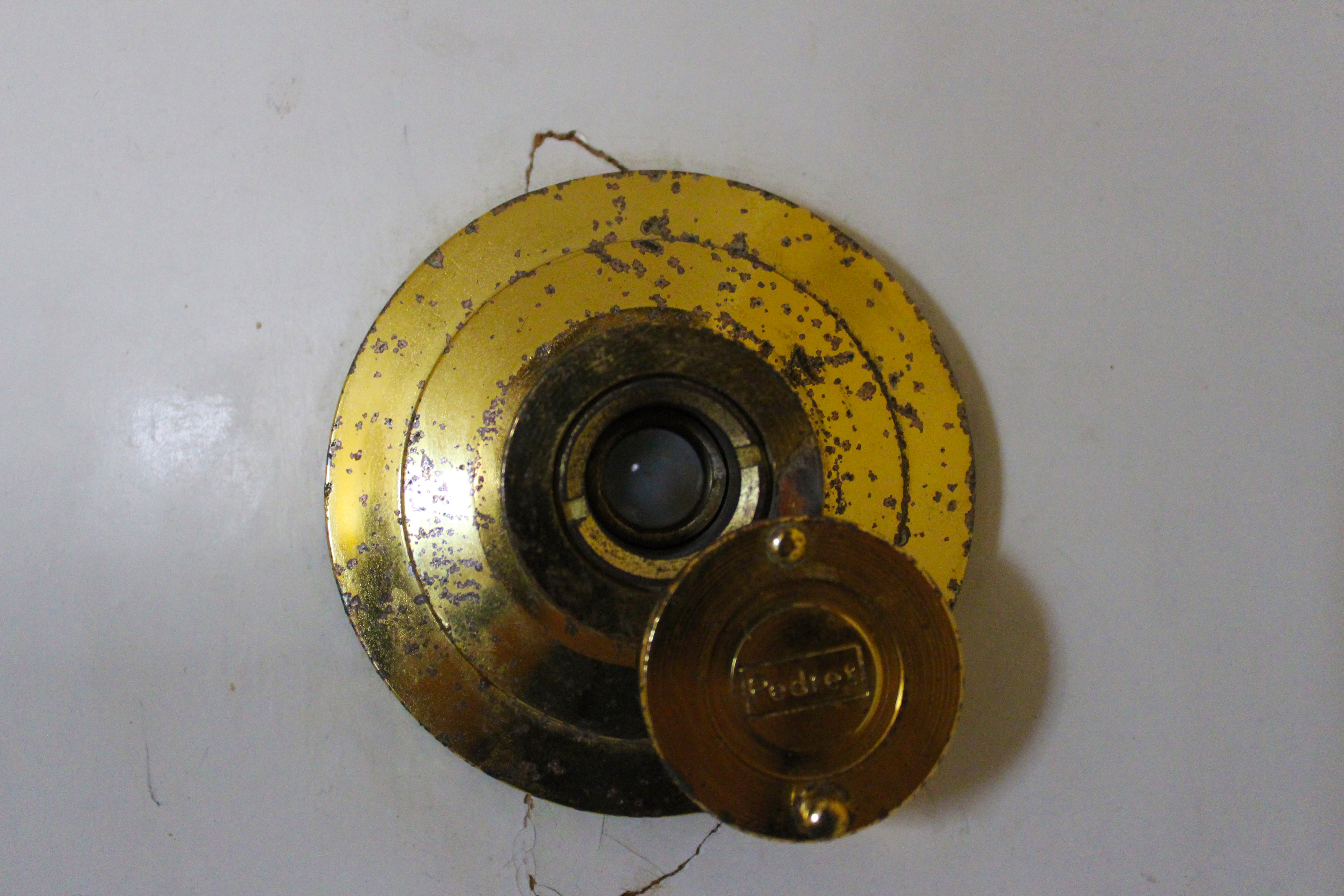
ثُقب باب قديم في مدينة الإسكندرية

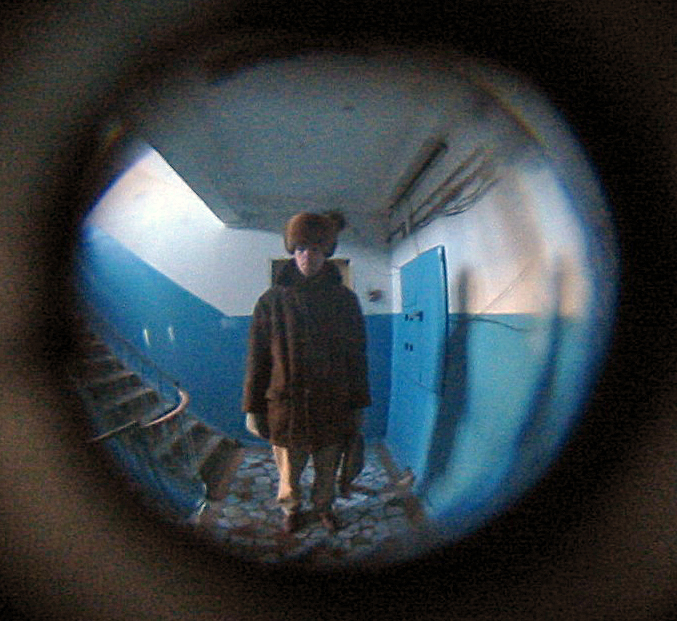
زائر يقترب من الباب كما يظهر بواسطة ثقب الباب

ثَقب الباب أو ثَقب المُراقبة أو وَصْواص أو الوَصْوَص  أو ثَقب الوصوصة أو عين الباب (بالإنجليزية:Peephole أو Spyhole أو Door viewer) هي فُتحة صغيرة عبر الباب تَسمح للأفراد بالنظر من الداخل إلى الخارج، وتُستخدم لأغراض الأمان حيثُ تسمح بمعرفة من هو خارج المنزل قبل فتح الباب.
يُوجد ثقب الباب في الشُقق السكنية أو غرف الفنادق مما يَسمح للشخص لرؤية المنطقة الخارجية دون فتح الباب، وبالتالي يزيد من نسبة الأمان، كما أنهُ يستعمل في السجون لمساعدة الحراس على رؤية السجناء دون الاضطرار لفتح باب الزنزانة، وقد تستعمل في بعض الأماكن الأخرى التي تحتاج لتوفير نطاق أمني كبير.
يتكون ثُقب الباب من قطعة صغيرة من الزُجاج أو البلاستيك الشفاف والذي يأخذ شكل عدسة واسعة الزاوية أو عدسة عين السمكة والتي تسمح بمجال رؤية أوسع وتقلل من احتمالية الرؤية من الخارج، وفي العادة تصل زاوية الرؤية إلى 132 درجة بالإضافة إلى وجود فتحات أوسع. يتم وضع الثُقب (العدسة) في منتصف الباب.
في الآونة الأخيرة تم استحداث بعض التقنيات حيثُ تم استخدام كاميرات توضع مع العدسة والتي تسمح بتسجيل ما يحدث في الخارج وتساعد في توفير زاوية رؤية كافية بالإضافة إلى رؤية ليلية أفضل باستعمال الأشعة تحت الحمراء.

## لغوياً
يُعرف باسم وَصْوَاصُ البَابِ أو وَصوص الباب وتجمع وَصَاوِص أو وَصَاويصُ، ويُعرف على أنهُ "ثُقب في البَاب أو السِّترِ عَلَى قَدرِ العَيْنِ يُنْظَرُ مِنْهُ"،، ويُقال وصوص الرجل أي نظر من ثقب الباب، وحسب قاموس المُغني الأكبر فالوَصوصة هي البَصبصة.
يُطلق عليها في اللهجة العامية اسم عين الباب السحرية أو العين السِحرية.

## المعرض
- فيديو للرؤية من خلال ثَقب الباب

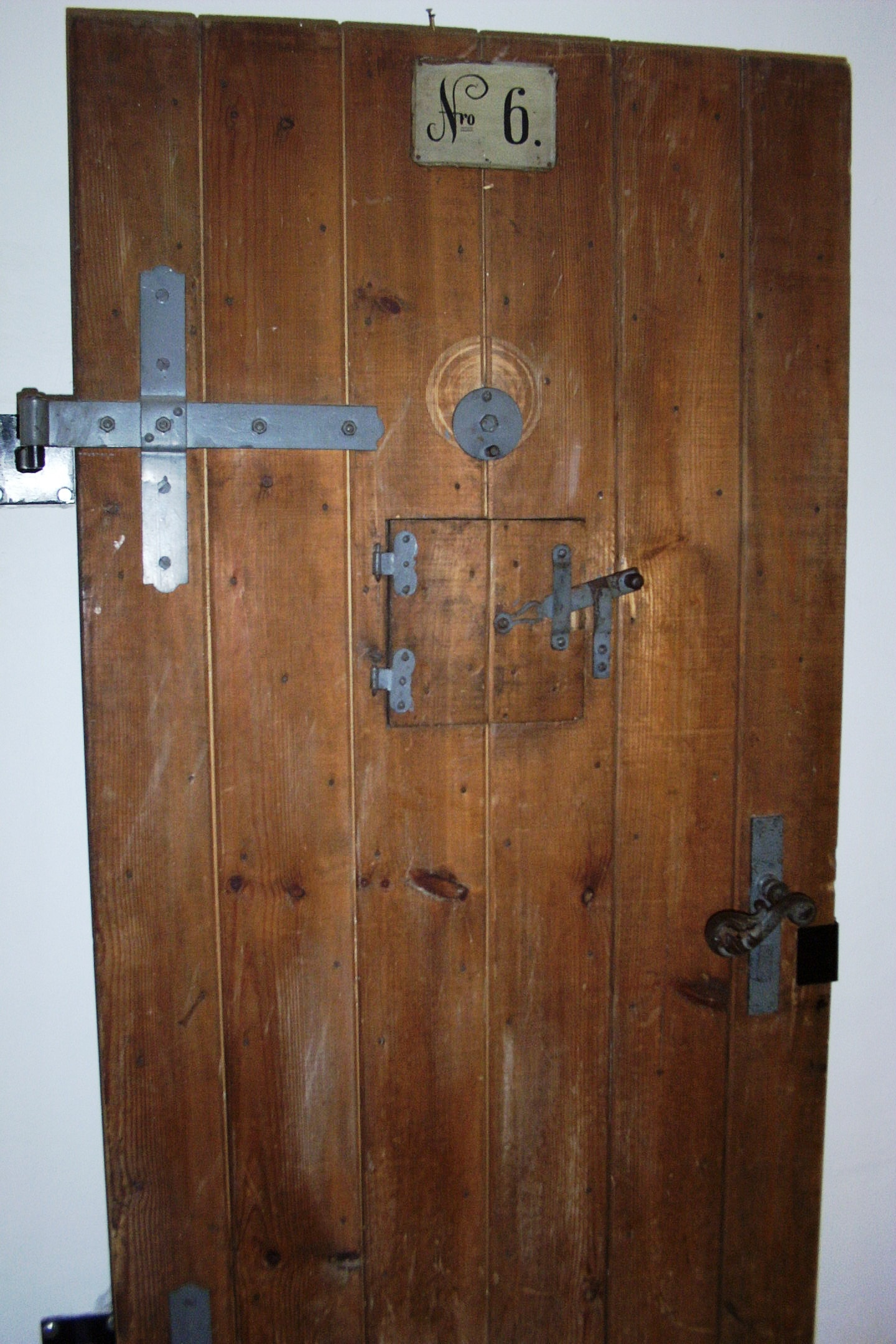
أحد أبواب السجون القديمة في النمسا حيثُ يظهر ثقب الباب (الوصواص).
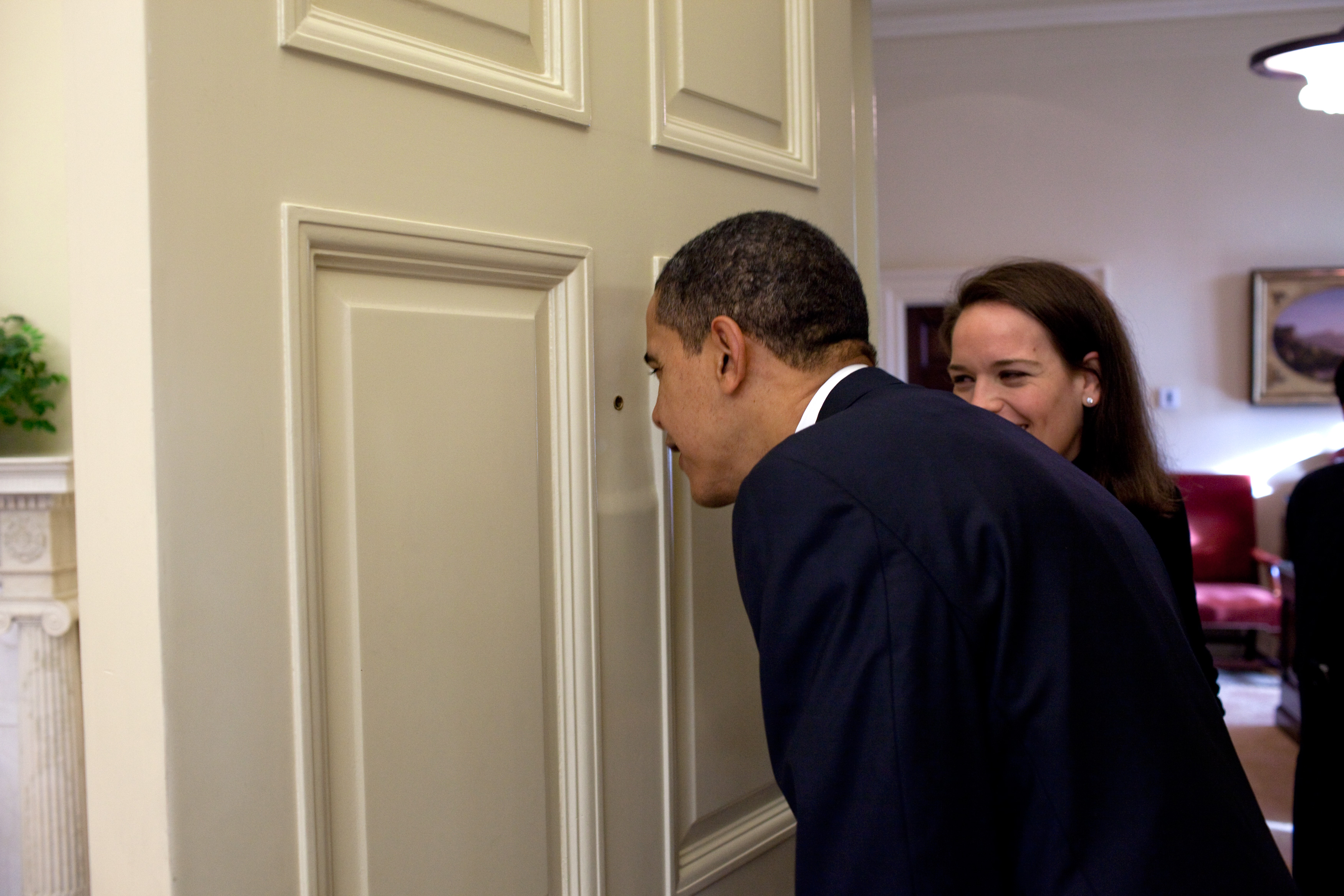
باراك أوباما ينظر من خلال ثَقب الباب.
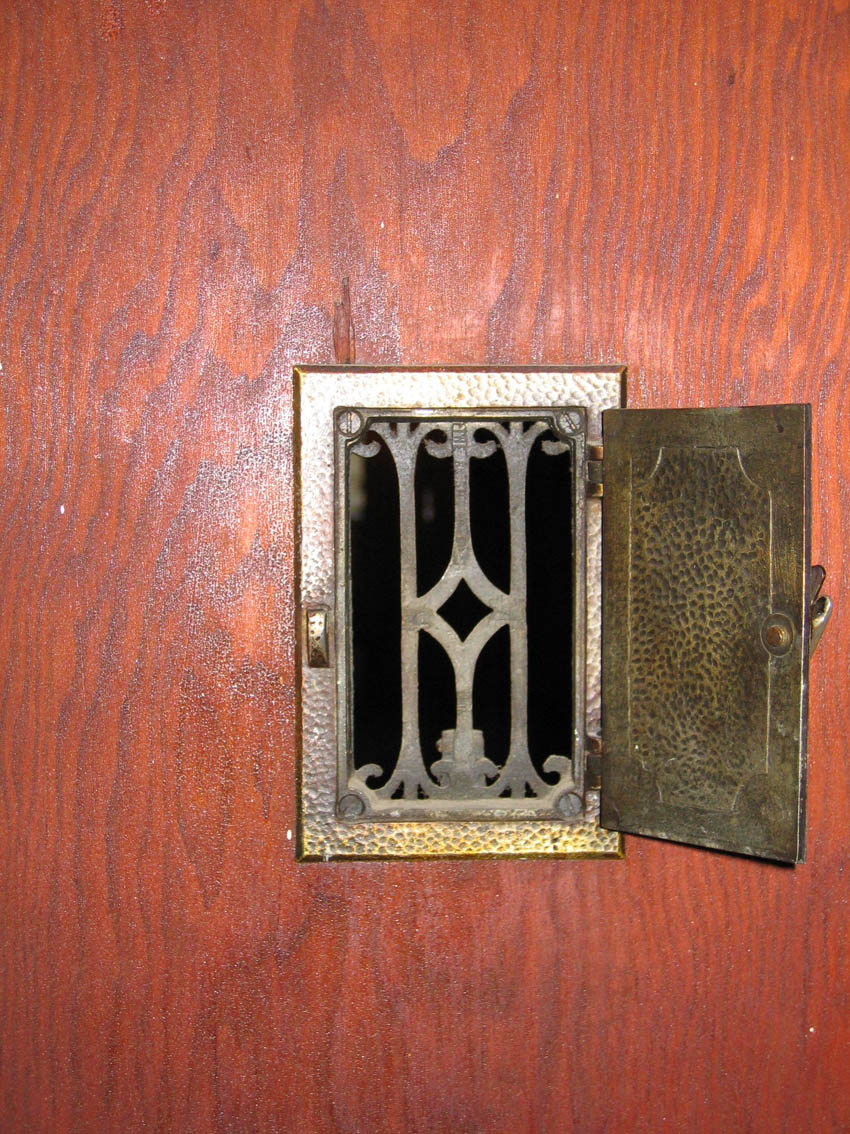
ثقب باب في كندا